# Ayahuasca

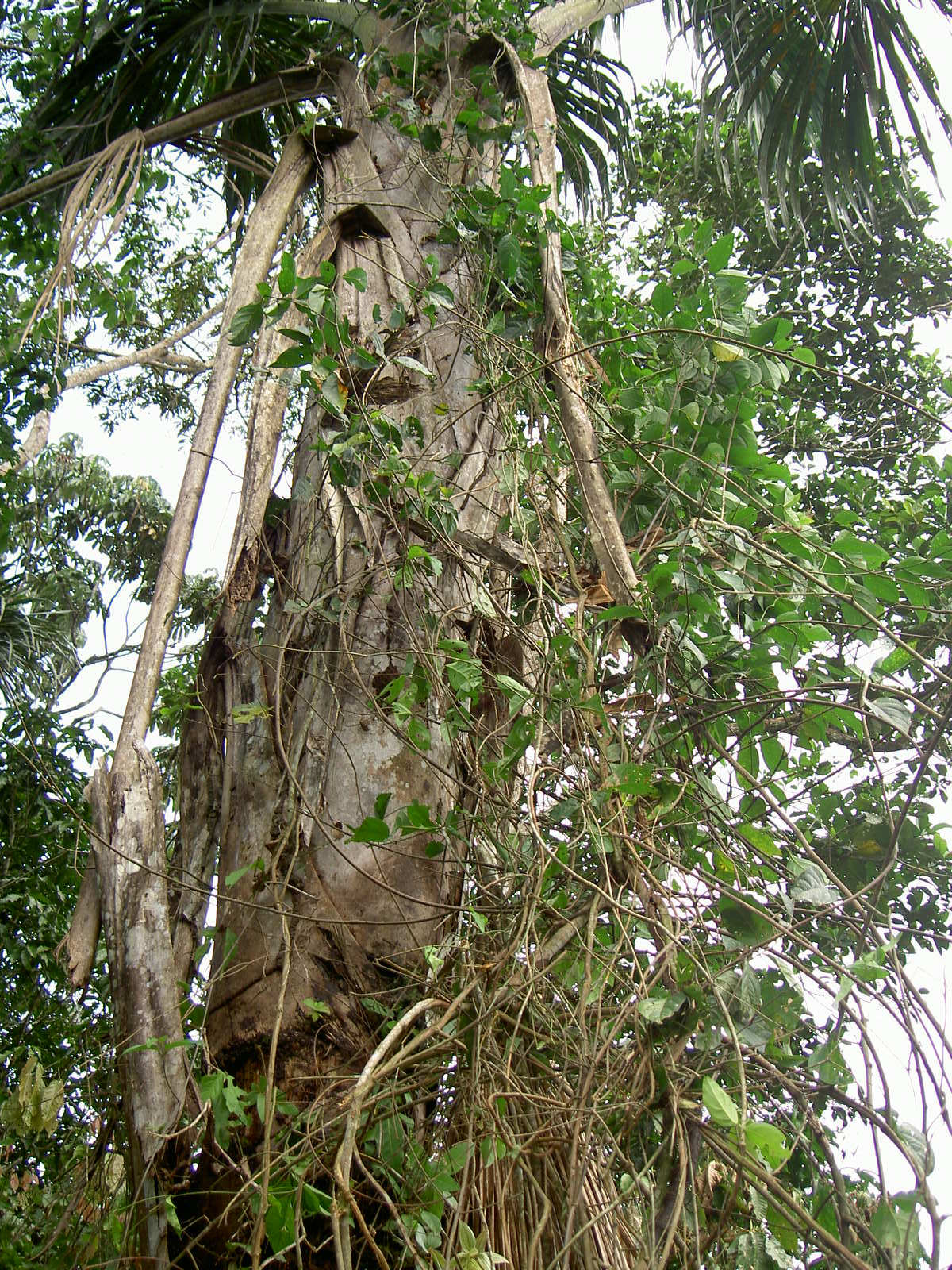
Lianes de Banisteriopsis caapi utilisées dans la préparation de l'ayahuasca, province de Pastaza, Équateur.

L'ayahuasca, ou yagé, est une préparation hallucinogène originaire d'Amérique du Sud.
Décoction à base de lianes traditionnellement consommée par un grand nombre de cultures indigènes de l'Amazonie, qui la sacralisent et lui allèguent une capacité curative, purificatrice et magique, l'ayahuasca se présente sous la forme d'un épais breuvage coloré à la saveur âpre. En raison d'une composition chimique complexe marquée par la présence d'un puissant psychotrope naturel, la DMT, l'ayahuasca a pour propriété principale de plonger ses utilisateurs dans un état de conscience et de perception plus ou moins fortement modifié. Le plus souvent, celui-ci se caractérise par d'intenses hallucinations sensorielles et visuelles, elles-mêmes fréquemment accompagnées de nausées et de vomissements dus à la nature astringente et émétique du mélange. Dans le cadre d'un usage traditionnel de la substance, ces visions sont considérées comme un voile qu'un chaman s'attachera à lever par divers biais, lors de cérémonies dont le rituel varie en fonction des pratiques et croyances des différentes tribus du bassin amazonien.
Par extension, ayahuasca est le nom donné aux lianes du genre Banisteriopsis dont l'écorce sert principalement à la composition de cette boisson.

## Étymologie
Le terme ayahuasca vient du quechua et est formé de l'agglutination de aya et huaska. Il est traduit ordinairement par liane des esprits, liane des morts ou liane des âmes (aya : mort, défunt, et par extension âme, esprit ; huasca : corde, et par extension liane, d'après le médecin équatorien Plutarco Naranjo, 1983). Aya ne signifie pas l'âme de la personne morte, mais plutôt le cadavre, ce qui implique qu'ayahuasca devrait en tout état de cause se traduire par « corde des cadavres ».
D'après Gerald Taylor, linguiste et spécialiste de la langue quechua, le nom le plus probable de cette liane serait plutôt ayaqhuaska, ce qui signifie « liane amère ».
Le breuvage, en lui-même, est connu sous différents noms en fonction des régions et des groupes ethniques : ayahuasca, ayawaska, yajé (Tucano), jagé, caapi (langues tupi), natema, natem (Jivaro), purga, pinde, Santo Daime.

## Historique

### Archéologie
Les débuts de l'usage de l'ayahuasca ne sont pas connues avec précision : plusieurs recherches archéologiques permettent toutefois d'en remonter l'origine probable. Ainsi, en 1980, l'archéologue Alicia Fernández Distel met à jour à Inca Cueva, en Argentine, des graines d'anadenanthera colubrina, plante productrice de DMT, ainsi que des pipes en os de puma contenant des traces de DMT, témoignant de l'usage de plantes psychoactives dès le 2ème millinéaire av. J.-C.. 
En 2019, l'archéologue Melanie Miller découvrent sur un site funéaire bolivien deux tablettes à priser et un tube à inhaler contenant notamment de la DMT et de l'harmine, suggérant un usage rituel de l'ayahuasca déjà établi autour de l'an mil; les quantités retrouvées sont cependant faibles et l'usage aurait pu être médicinal.  En 2022, l'archéologue Dagmara Socha montre que deux enfants incas morts sacrifiés avant le XVIe siècle avaient consommé de l'harmine et de l'harmaline, c'est-à-dire probablement de l'ayahuasca, avant d'être rituellement mis à mort.

### Contacts occidentaux
En 1737, le missionnaire jésuite Pablo Maroni devient le premier occidental témoin de l'usage de l'ayahuasca lors qu'il réalise une expédition en Amazonie péruvienne autour du rio Marañon ; son récit est publié en 1889. En 1765, un autre missionnaire jésuite, Franz Xavier Veigl, est aussi témoin de l'usage de l'ayahuasca lorsqu'il se rend en expédition autour d'Iquitos : son récit est publié en 1785 et devient ainsi la première trace écrite de l'existence de l'ayahuasca.
L’explorateur Richard Spruce réalise plusieurs expéditions entre 1852 et 1857, durant lesquelles il identifie la liane responsable de la production de l'ayahuasca, qu'il nomme la banisteria caapi ; ayant lui-même ingéré de l'ayahuaca, étant probablement ainsi le premier occidental à le faire, il publie la description de ses effets une première fois dans son Journal en 1855 puis d'une manière plus détaillée en 1874. Il avait rencontré la tribu amazonienne Tucano du Río Vaupés, au Brésil. Il expédia, cependant, des échantillons de plantes en Angleterre pour analyse chimique. Trois ans plus tard, il observa l’usage du Caapi parmi les Indiens Guahibo du haut Orénoque de la Colombie et du Venezuela, puis il trouva l’ayahuasca chez les Zápara de l’Équateur et l’identifia comme étant le Caapi. Dans les années qui ont suivi, d’autres explorations ont montré que les régions d’utilisation de la plante Banisteriopsis caapi s’étendent aussi à l’Amazonie péruvienne et bolivienne, et même à certaines régions côtières de la Colombie et de l’Équateur.[réf. nécessaire]. Ce n’est que beaucoup plus tard que l’on commença l’analyse chimique du matériel envoyé par Spruce en 1851.

La composition chimique de la potion a commencé à être connue dès 1957 grâce à Average Hochstein et Paradies. Puis en 1965 en France, grâce à Claudine Friedberg et Jacques Poisson. Le premier alcaloïde isolé à partir de Banisteriopsis caapi fut nommé télépathine car des pouvoirs télépathiques étaient attribués à l’ayahuasca.[réf. nécessaire]

## L'ayahuasca comme breuvage
Dans diverses communautés indigènes amazoniennes, l’ayahuasca est traditionnellement utilisé pour entrer en transe dans un but divinatoire, ou comme outil thérapeutique et comme puissant outil de purification lors de rituels de guérison sacrés. Cette boisson semble être consommée depuis 4 000 à 5 000 ans.
Sur un total approximatif de quatre cents peuples indigènes, l'anthropologue d'origine colombienne Luis Eduardo Luna, spécialiste du sujet, en comptabilise soixante-douze qui ont recours à l'ayahuasca et qui sont concentrés dans la partie occidentale du bassin amazonien. Cette observation, ainsi que certaines découvertes archéologiques, laissent penser que cette pratique est extrêmement ancienne, sans doute déjà bien établie à l’époque précolombienne,. Des descriptions iconographiques de céramiques et autres objets découverts en Équateur estiment l’âge de telles pratiques à 2 000 ans av. J.-C., au moins. Ce puissant hallucinogène qui sert à la fois à la divination, à la sorcellerie et à la thérapeutique est si profondément enraciné dans la mythologie et la philosophie indigènes que l’on ne peut douter de son antiquité. Il n’existe toutefois aucune preuve non équivoque permettant d’attester l’usage préhistorique de l’ayahuasca.

### Composition

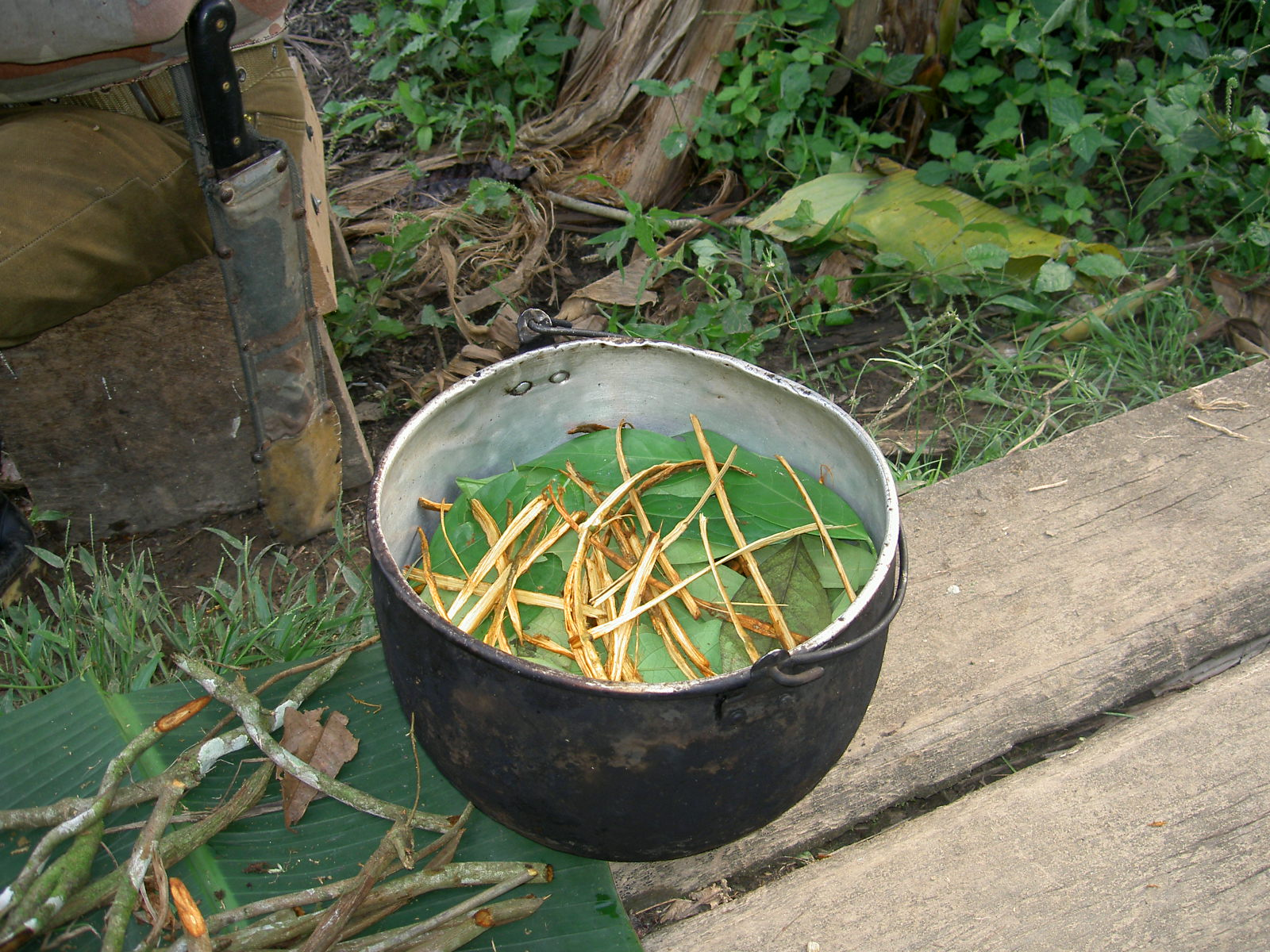
Préparation de l'ayahuasca dans la province de Pastaza en Équateur.

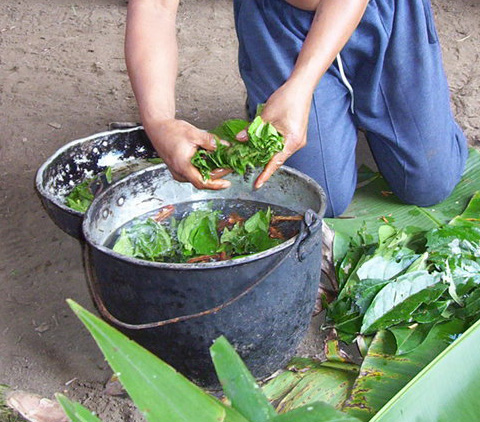
Préparation de l'ayahuasca en Équateur.

L’activité pharmacologique de l’ayahuasca est particulière du fait qu’elle dépend d’une interaction synergique entre les alcaloïdes actifs des plantes qui constituent le breuvage. L’un des constituants — les feuilles de Psychotria viridis ou une espèce apparentée — contient l’alcaloïde N,N-diméthyltryptamine (DMT), qui se trouve être inactif lorsqu’il est ingéré oralement, car il est rapidement dégradé par des monoamines oxydase (MAO) périphériques, naturellement présentes dans l’appareil digestif. L’absorption simultanée de β-Carbolines, inhibitrices puissantes des MAO, apportées par le deuxième constituant du breuvage — l’écorce de la liane Banisteriopsis caapi — confère à la DMT une protection contre la dégradation enzymatique et lui permet alors d'exercer son effet sur le système nerveux central. Cette interaction est la base de l’action psychotrope de l’ayahuasca.

#### Composition végétale
Dans un contexte traditionnel, l’ayahuasca est une décoction préparée à partir de l’écorce et des tiges d’une liane du genre Banisteriopsis et d’un additif nécessaire pour l’effet psychotrope. La composition du breuvage varie grandement selon les groupes ethniques. Deux espèces de Banisteriopsis sont particulièrement importantes : Banisteriopsis caapi et Banisteriopsis inebrians. Localement, on utilise parfois aussi Banisteriopsis quitensis, Mascagna glandulifera, Mascagna psilophylla, Tetrapteris methystica et Tetrapteris mucronata. Toutes ces plantes sont de grosses lianes de la forêt appartenant à la même famille. Banisteriopsis caapi et Banisteriopsis inebrians sont souvent cultivées.
Les additifs les plus courants sont des Rubiacées du genre Psychotria, particulièrement Psychotria viridis. D’autres espèces semblent également être employées, spécialement Psychotria leiocarpa ou Psychotria carthaginensis. Dans le nord-ouest de l’Amazonie, particulièrement dans le Putumayo colombien et en Équateur, les feuilles de Diplopterys cabrerana, une liane de la même famille que Banisteriopsis, sont ajoutées au breuvage à la place des feuilles de Psychotria. Mais ces plantes possèdent le même alcaloïde et l’effet au niveau pharmacologique est le même.
Plantes sources de β-carbolines :
- Banisteriopsis caapi (Banisteriopsis) ;
- Banisteriopsis inebrians (Banisteriopsis) ;
- Banisteriopsis muricata (Banisteriopsis) ;
- Banisteriopsis quitensis ;
- Mascagna glandulifera ;
- Mascagna psilophylla ;
- Tetrapteris methystica ;
- Tetrapteris mucronata ;
- Peganum harmala (Zygophyllaceae) ou Rue de Syrie, bien que comportant les mêmes principes actifs IMAO que Banisteriopsis caapi, n'est historiquement pas utilisée dans le breuvage, car elle est originaire des régions du sud de la Méditerranée, et non d'Amérique latine.

Plantes sources de DMT :
- Psychotria viridis (Psychotria) ou chacruna en quechua ;
- Psychotria leiocarpa ;
- Psychotria carthaginensis ;
- Diplopterys cabrerana (synonyme : Banisteriopsis rusbyana) ;
- Mimosa hostilis (Jurema preta).

En plus des deux constituants de base, il arrive aussi que l’on y mêle d’autres plantes pour en modifier les effets, selon le contexte magique, médical ou religieux dans lequel le breuvage doit être consommé. Parmi les plus communes, notons Malouetia tamaquarina. Pour notamment renforcer l'effet auprès des touristes occidentaux, des espèces appartenant à la famille des Solanaceae des genres Nicotiana, Brugmansia ou Brunfelsia (notamment Brunfelsia grandiflora) peuvent être ajoutées. Ces solanacées sont connues pour renfermer divers alcaloïdes tels la nicotine, l’atropine et la scopolamine affectant la neurotransmission adrénergique et cholinergique des systèmes nerveux central et périphérique. D’autres plantes comme Erythroxylum coca ou Ilex guayusa qui renferment cocaïne ou caféine sont aussi utilisées. Au total, pas moins de 97 espèces de plantes sont susceptibles d'être mélangées à Banisteriopsis caapi.
Le breuvage de l'ayahuasca est divisé en sous-types dont les mélanges, les effets et les rituels d'utilisation varient d'une société amazonienne à l'autre.
Au Pérou, il existe par exemple différentes formes d'ayahuasca selon la couleur du breuvage : jaune, rouge, blanc, noir. Ces variations correspondent le plus souvent à l'addition ou non d'autres plantes psychotropes.

#### Composition chimique

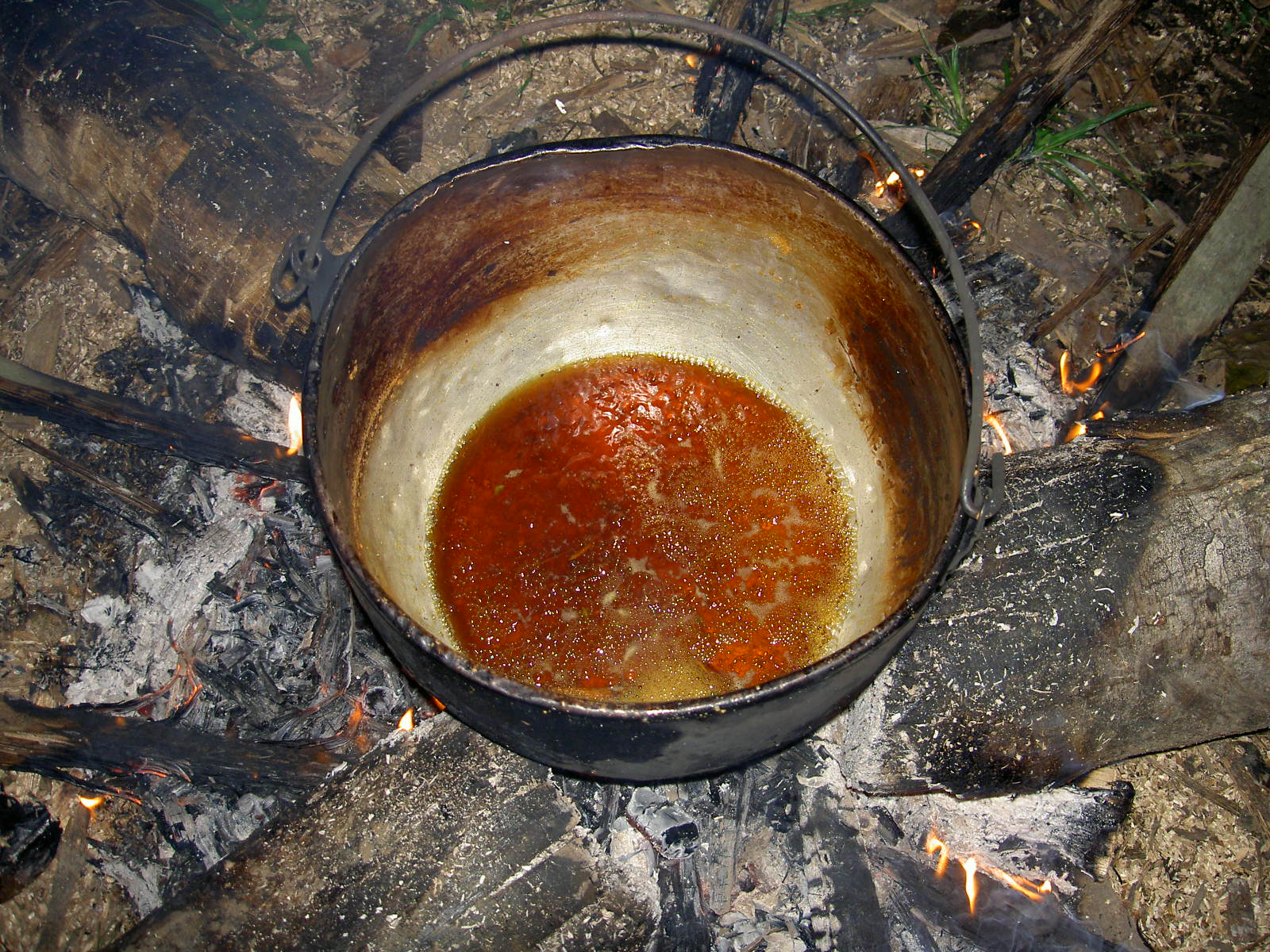
Ayahuasca prête à la consommation après avoir été bouillie pendant plusieurs heures, province de Pastaza, Équateur.

On retrouve généralement, par ordre décroissant suivant leurs proportions, les alcaloïdes suivants : l'harmine, la 1,2,3,4-tétrahydroharmine (THH), la N,N-diméthyltryptamine (DMT), l'harmaline, parfois l'harmol. La concentration en alcaloïde de la mixture ayahuasca est plusieurs fois supérieure à celle des plantes sources utilisées pour la préparation. Cependant, les concentrations et proportions des alcaloïdes peuvent varier significativement dans les différents échantillons d’ayahuasca récoltés, selon la méthode de préparation, les quantités et les proportions des plantes sources,. Néanmoins, les concentrations de DMT se situent dans l’intervalle des valeurs d’activité pour une administration par voie i.m ou i.v et les concentrations d’harmine se trouvent au-dessus du seuil nécessaire pour l’inhibition des MAO.
Le DMT et ses dérivés, ainsi que les dérivés des β-carbolines, sont largement répandus dans le règne des plantes,. En outre, ces deux classes d’alcaloïdes ont été détectées comme métabolites endogènes chez les mammifères, dont l’humain,,. Des méthyltransférases qui catalysent la synthèse de DMT et de 5-méthoxy-DMT ont été caractérisées dans différents tissus humains, dont le poumon, le cerveau, le sang, le liquide céphalo-rachidien, le foie et le cœur. Le 6-methoxy-tetrahydro-β-carboline a été identifié comme constituant majeur de la glande pinéale (épiphyse) humaine. Le rôle physiologique de ces composés « psychotomimétiques » n’est toutefois pas encore compris.

### Principe actif
La théorie en vigueur aujourd'hui a été avancée par Dennis McKenna en 1984 : les β-carbolines (harmine, THH, harmaline) apportées par l'ayahuasca-liane (Banisteriopsis caapi) permettent, par leur action d'inhibition de la monoamine oxydase (IMAO), enzyme présente à l'état naturel chez l'être humain, d'éviter la dégradation viscérale de la DMT apportée par les feuilles de la chacruna (Psychotria viridis).
Bien que le rôle des β-carbolines, dans l’activation ou la révélation des effets de la DMT, soit actuellement bien admis, il n'en est pas de même du rôle exclusif de la DMT dans la responsabilité des effets psychotropes du breuvage. Pour preuve, l'utilisation exclusive de Banisteriopsis caapi par certains groupes amérindiens. Ou le testing neuropsychopharmacologique des combinaisons harmine + DMT et extrait d’ayahuasca-liane + DMT (Cory Freedland et Robert Mansbach, 1999), qui présentent des différences subtiles. Enfin, le rôle des carbolines dans leurs effets psychotropes est insuffisamment connu, voire inconnu (notamment pour THH).

### Aspects pharmacologiques

Structure moléculaire de l'harmine.

Structure moléculaire de l'harmaline.

Structure moléculaire de la tetrahydroharmine.

Structure moléculaire du DMT.

Structure moléculaire de la sérotonine.

#### Mode d'action des principales β-carbolines: harmine, harmaline et tétrahydronaphtaline
L’inhibition des monoamine oxydase (MAO), enzymes présentes chez l'humain et responsables de la dégradation de certains neurotransmetteurs, par les β-carbolines, fait augmenter les niveaux de sérotonine dans le cerveau en prévenant sa déamination et donc sa dégradation. À des concentrations élevées, ces alcaloïdes exercent un effet psychoactif par eux-mêmes et pourraient contribuer à l’activité psychotrope du breuvage. Il n’est cependant pas correct de caractériser les propriétés psychotropes des β-carbolines comme hallucinogènes ou psychédéliques.
Dans l’ayahuasca, l’action principale des β-carbolines est l’inhibition des MAO-A périphériques, en particulier par l’harmine et l’harmaline dont la capacité inhibitrice est plus puissante et permet de protéger la DMT de la dégradation périphérique, et ainsi de la rendre active oralement en lui permettant d’atteindre les sites d’actions du système nerveux central sous une forme intacte. La tetrahydroharmine (TTH) ne semble pas jouer de rôle significatif dans l’inhibition des MAO, mais contribue probablement indirectement à l’activité neurologique en inhibant sensiblement la recapture de la sérotonine aux sites pré-synaptiques et dans les plaquettes. En conséquence, la demi-vie de la DMT est prolongée car le blocage de sa recapture intra-neuronale empêche son inactivation par les MAO localisées dans les mitochondries à l’intérieur des neurones. D’un autre côté, les hauts niveaux de sérotonine dans la fente synaptique résultants de l’inhibition de la recapture par le THH, semblent également jouer un rôle par compétition avec la DMT pour la liaison aux sites récepteurs post-synaptiques.

#### Mode d'action de laN,N-diméthyltryptamine (DMT)
La DMT est un agoniste des récepteurs de la sérotonine, dont la structure s’apparente à ce neurotransmetteur. De manière identique à certains agents psychédéliques bien caractérisés tel le LSD et la mescaline, elle se lie sur le récepteur 5-hydroxytryptamine 2A (5-HT2A) dans le système nerveux central et provoque des modifications de perception de la réalité accompagnées d’images mentales complexes. Ordinairement, la DMT est rapidement oxydée en un métabolite inactif par les MAO périphériques fonctionnelles. Pour cette raison, elle est inactive lorsqu’elle est absorbée oralement, même à des doses supérieures à 1000 mg. Par voie parentérale, cependant, les effets commencent à se manifester à partir de 25 mg. Diverses méthodes d’administration parentérales sont employées par les usagers de DMT. Dans la société occidentale, de la DMT de synthèse sous forme de base libre est parfois fumée pour produire un épisode psychédélique intense de courte durée (5–15 minutes). L’effet est caractérisé par l’apparition d’images colorées en mouvement, observées les yeux fermés. Les Indiens Yanomami préparent une poudre à priser à partir de plantes du genre Virola contenant de grandes quantités de DMT et de dérivés tels la 5-MeO-DMT, elle aussi inactive par voie orale.
Le breuvage ayahuasca est néanmoins le seul psychédélique traditionnel qui utilise le principe d’une enzyme inhibitrice d’une plante pour faciliter l’activité d’une substance hallucinogène présente dans une autre plante. La découverte de cette association synergique par des indigènes vivant dans la forêt amazonienne a beaucoup intrigué nombre de scientifiques et anthropologues et continue encore de surprendre. Dans le texte que Richard Evans Schultes écrit, au milieu des années 1980, sur cette incroyable association, il conclut : « Cela reste une énigme ».

### Préparation
Comme sa composition, la préparation varie en fonction des groupes ethniques.
Ainsi l'écorce est préparée en infusion dans de l'eau froide dans la partie extrême-occidentale de l'Amazonie[réf. nécessaire] alors que dans d'autres endroits, cette infusion se prépare par une longue ébullition des tiges et de l'écorce.
Dans le secteur de la haute Amazonie péruvienne, à la liane Banisteriopsis caapi sont ajoutées les feuilles d'une plante contenant de la diméthyltryptamine (en général Psychotria viridis en masse égale à la liane). Le Caapi se présente sous la forme de tronçons de lianes brun clair qu'il faudra écraser, voire réduire en petits morceaux, pour augmenter la surface d'échange avec l'eau. Les plantes sont disposées dans un récipient qui sera rempli d'eau à hauteur d'une fois et demi le volume de plantes ; le récipient repose ensuite à couvert une nuit avant d'être chauffé à feu doux pendant 3 heures en remuant de temps en temps. Le liquide est filtré et récupéré alors que le matériel végétal subit deux ou trois autres cuissons supplémentaires. Après les cuissons, le liquide de chaque extraction est rassemblé puis réduit à feu doux jusqu'à atteindre une texture brun foncé. C'est ce liquide qui sera ingéré lors des cérémonies[réf. nécessaire].

### Effets
L'ingestion d'ayahuasca, qui est purgatif et hallucinogène, entraîne une sorte d'ébriété (mareación) avec des nausées et vomissements. En raison de son amertume, l'écorce fraîche est parfois chiquée ou réduite en poudre pour être prisée, comme c'est le cas dans certaines parties de l'Orénoque.
La prise de la plante se fait de préférence dans un cadre rituel et collectif, lequel est dirigé et contrôlé de facto par un chaman. Lorsque l’ayahuasca est consommé en groupe dans un rituel, les vomissements sont considérés comme faisant partie intégrante de l’expérience; l'effet émétique de l'ayahuasca peut même être recherché pour lui-même, les croyances locales associant le mécanisme de purge à une purification des énergies négatives libérant le sujet de ce qui l'encombre.
Les effets apparaissent rapidement après ingestion (à partir d'environ 20 à 30 minutes) et se poursuivent pendant plusieurs heures. On distingue deux types d'effets : les effets psychotropes centraux et les effets périphériques.

#### Effets psychotropes (centraux)
- apparition de phosphènes[38] ;
- modifications de la perception, amplifications des perceptions auditives et visuelles[36] ;
- hallucinations, incluant des visions multicolores en mouvement[38],[39] ;
- épisodes de « rêves »[38] ;
- changements de la perception du soi et de la réalité : processus de pensée complexes et état général de prise de conscience[39] ;
- sentiments de vigilance et de stimulation[38] ;
- effets cognitifs non perceptuels : idéations intellectuelles et spirituelles[40] ;
- expériences mystiques[40].

Les effets varient selon les méthodes de préparation, l’environnement, la quantité ingérée, le nombre et les types d’additifs, le propos de son utilisation et le contrôle cérémoniel exercé par le chaman.
En une même cérémonie, les personnes présentes vivent des processus très différents. Selon l’anthropologue Kenneth M. Kensinger, qui entre juillet 1955 et août 1968 a passé plusieurs années de recherches linguistiques et ethnographiques parmi les Cashinahua du Pérou, c'est la pertinence entre les hallucinations et les actions individuelles qui pousse les participants à réitérer l'expérience de consommation, parfois désagréable et effrayante. Les Cashinahua boivent le yagé pour apprendre sur les choses, les personnes et les évènements effacés par le temps et/ou l'espace et qui pourraient affecter la société entière.
Cet hallucinogène procure des « visions », interprétées comme des phénomènes de clairvoyance et souvent considérées par certaines sociétés amazoniennes comme plus réelles que le monde du quotidien. Selon les Amérindiens, les visions sont généralement induites par le chaman ; elles se présentent fréquemment soit comme des scènes avec des animaux (jaguars, serpents), soit sous forme de paysages ou de villes.
De nombreux témoignages font état d'expériences mystiques ou méditatives et évoquent une transformation du rapport au monde, sentiments forts éloignés d’une confusion mentale à l’égard des personnes, de l’espace ou du temps. C'est pourquoi l'ayahuasca est souvent qualifié comme enthéogène, adaptogène ou empathogène.

#### Effets périphériques
La consommation d'ayahuasca s'accompagne de différents effets périphériques physiologiques :
- accélération modérée du rythme cardiaque (5-15 bpm)[38],[39] ;
- augmentation de la fréquence respiratoire[38],[39] ;
- élévation de la pression sanguine (10 mmHg)[38],[39] ;
- dilatation de la pupille (mydriase)[38],[39] ;
- potentialisation des médicaments sérotoninergiques.

Chez la plupart des individus, l'ayahuasca cause des :
- nausées transitoires[39] ;
- vomissements[39] ;
- diarrhées[39].

Il semble que les effets purgatifs soient toniques plutôt que toxiques. Ces effets sont probablement le résultat des niveaux élevés de sérotonine non métabolisés pendant la phase aigüe de l’expérience. Les vomissements, par exemple, résultent de l’augmentation de la stimulation vagale par le système sérotoninergique central, alors que l’augmentation de la sérotonine périphérique peut stimuler la motilité de l’intestin, provoquant des diarrhées.

#### Toxicité à court, moyen et long termes
Plus de dix cas de décès ont été rapportés à la suite de l'ingestion d'ayahuasca, tel celui de Kyle Nolan, jeune Anglais de 18 ans, mort au Pérou en 2012. Il aurait ingéré cette plante dans le cadre d'un rituel chamanique. Son décès serait dû à un mauvais dosage, établi par un soi-disant guérisseur. D'autres cas de décès ont été constatés, comme celui d'une touriste française de 43 ans, également au Pérou. Cependant, la seule complication aiguë sérieusement documentée et publiée concerne l'interaction entre l'ayahuasca et certains ISRS (inhibiteurs sélectifs de la recapture de la sérotonine), prescrits dans la médecine occidentale comme antidépresseurs. Le risque étant de voir survenir un syndrome sérotoninergique grave, évènement rare dont l'issue peut être fatale.
Si des études pharmacocinétiques et psychologiques conduites par des chercheurs de différents pays et pratiquées sur des sujets humains ont conclu que l'ayahuasca ne présentait pas de toxicité aiguë, ni à long terme, des cas de psychoses induites et de décompensation de maladies préexistantes ont été décrits,,,,. L'ayahuasca est de plus reconnu comme non addictive.
Dès lors, s'il n’est pas possible de parler de toxicité de l’ayahuasca à ce jour, il existe cependant des cas moins documentés ou plus rares de complications proches du trouble de stress post-traumatique entraînés par l'intensité parfois surprenante du « voyage intérieur ».
Il n'est pas possible de donner une réponse définitive à la question de savoir si la consommation d'ayahuasca est sans danger. Les recherches scientifiques sont très limitées, donc bien qu'il puisse y avoir des avantages à son utilisation, il n'y a aucune garantie que ce soit sans danger.
Il est important de réaliser qu'avec des recherches et des informations limitées, une utilisation non réglementée et les risques associés à la consommation d'hallucinogènes en général, l'utilisation de l'ayahuasca n'est pas quelque chose de recommandé. Il y a de nombreuses variables inconnues aux effets potentiels à long terme.

### Utilisation

#### L'usage chamanique par les populations amazoniennes
La consommation de l'ayahuasca avant l'arrivée des Européens en Amérique du Sud est attestée mais les informations disponibles ne permettent pas d'en cerner facilement l'usage. De plus parler de tradition dans le concept de l'ayahuasca peut laisser penser que les chamans amazoniens ne faisaient jamais évoluer leurs pratiques, ce qui est faux. Il est possible que les rituels ayahuasca effectués au XXIe siècle au Pérou soient en fait une tradition inventée au contact des Européens. 
L'usage traditionnel allégué de la préparation est lié aux échanges avec les esprits de la « surnature », ou monde invisible. La consommation d'ayahuasca s'inscrit donc dans une vision du monde fondamentalement animiste, constitutive des sociétés chamaniques. Dans une perspective ethnopsychiatrique voire ethnopsychanalytique, l'ayahuasca permettrait à la fois d'accéder à des fonctions thérapeutiques individuelles et collectives (apaisement psychique, spirituel et social, le cas échéant guérison physique), et de s'assurer la faveur des esprits en entrant en communication avec leur dimension. Selon certaines tribus indigènes, l’ayahuasca leur ouvrirait des portes d’une réalité « plus solide » ou « plus complète » que celle que nous laissent entrevoir nos sens à l’ordinaire, leur permettant de communiquer avec les esprits ou les ancêtres. L’idée centrale du chamanisme est d’établir un contact avec le monde surnaturel à travers les expériences extatiques d’un intermédiaire professionnel, le chaman. Dans le nord-ouest de l'Amazonie, l'ayahuasca sert aussi à donner du courage aux jeunes garçons lors d'une cérémonie connue sous le nom yurupari. Son usage le plus important est cependant thérapeutique. Chez les Ese'eja, un peuple chasseur-pêcheur-cueilleur de l’Amazonie péruvienne, les personnes malades sont soignées et traitées par le chaman, dont le rôle premier devient alors celui de guérisseur, ou homme-médecine. Cet acte prend place dans un rituel où l’ayahuasca est consommé. Le chaman et le patient absorbent le breuvage et tous deux tombent dans un état de transe pendant lequel le chaman apprend les causes de la maladie et le moyen d’y remédier par l’utilisation des plantes de la forêt. Chez d’autres tribus, seul le chaman consomme la boisson, avant de diagnostiquer son patient. Le rituel de l’ayahuasca intervient aussi dans l’initiation au chamanisme. Cependant, l'ayahuasca n’est pas seulement un outil employé de manière exclusive par le chaman – il touche en fait à tous les aspects de la vie des peuples qui en font usage.

#### L'usage défensif et spirituel des peuples indigènes colombiens
Durement touchés par la colonisation, l’exploitation, et encore aujourd'hui par la déforestation, certains peuples indigènes en Colombie utilisent l’ayahuasca, ou le yagé, dans leurs cérémonies traditionnelles. Il permet aux chefs spirituels de prendre les meilleures décisions pour protéger la culture et les territoires de leur communauté. L’UMIYAC, l’Union des médecins indigènes yageceros de l’Amazonie colombienne, utilise le yagé pour mener une défense spirituelle, nécessaire à la conservation de leurs terres et leur autonomie. Selon l’avocat du projet de l’UMIYAC, Miguel Evanjuanjoy, la cérémonie du yagé tend à rappeler les « lois naturelles » établies par les ancêtres qui permettent aux communautés de « vivre en paix et en harmonie avec les autres êtres de la nature ». « C'est la lumière, le chemin, le guide et l'outil principal pour continuer à défendre nos territoires et à poursuivre la lutte pour la survie de notre culture ». En 2015, les pratiques traditionnelles du yagé ont permis au peuple des Siona de prendre une décision concernant un projet d’exploration et d’extraction des hydrocarbures sur leurs terres. Alors que la communauté était en proie au doute après les incitations financières de la compagnie pétrolière, les chefs spirituels ont pris la décision de rejeter unanimement les plans et ont mis fin aux négociations.

#### L'usage des guérisseurs
Les conceptions de cet usage strictement thérapeutique sont le fruit entre la rencontre des conceptions chamaniques et celles des guérisseurs espagnols ayant migré dans le bassin amazonien. « L’ayahuasca est pensé comme une purge qui nettoie le corps, le cœur et l’esprit ». Cependant, « plusieurs spécialistes indigènes affirment qu’il faut de longues années de pratique, jusqu’à 25 ou 30 ans, pour atteindre une vraie maîtrise de l’ayahuasca et pour être à même de l’administrer dans de bonnes conditions. Les bons ayahuasqueros (initiés à l'ayahuasca) sont donc rares. Ces spécialistes disent aussi que l’ayahuasca n’a pas que des utilisations positives. Plusieurs occidentaux ont payé au prix fort leur côtoiement du côté négatif de l’ayahuasca : malaises psychiques et physiques, dépressions aggravées, et même plusieurs suicides », lorsque les séances d'ayahuasca ont mal été administrées.

#### L'usage des adeptes de religions syncrétiques
Au Brésil, où, sous réserve du respect de quelques précautions d'emploi et conditions légales, l'ayahuasca jouit d'un statut spécial autorisant son usage à titre culturel et religieux quasiment sans restrictions, de récents mouvements syncrétiques, dont les plus importants et les plus visibles sont l’Église de Santo Daime et l'Union du Végétal (UDV), ont incorporé l’ayahuasca dans leurs pratiques rituelles. Dans ces groupes religieux, les traditions indigènes de l’ayahuasca sont couplées avec des éléments culturels judéo-chrétiens et d’autres non indigènes provenant d’Afrique de l'Ouest, comme le Candomblé ou l'Umbanda, dans un objectif déclaré d'élévation spirituelle et morale. Pendant leurs cultes, les membres consomment de l’ayahuasca dans des rituels de groupes, à des intervalles réguliers, d’une manière qui ressemble plus à l’Eucharistie chrétienne qu’à l’usage indigène. Dans le cas du culte du Santo Daime, c'est l'ayahuasca même qui est rebaptisé ainsi (le breuvage a donc le même nom que la religion elle-même, ou plutôt, la religion prend le nom du produit) ; la décoction y est utilisée comme sacrement, à l'instar de l'hostie dans la religion catholique. Les cultes sont célébrés sur une base de sessions hebdomadaires ou bimensuelles de quelques heures, pendant lesquels tous les adultes consomment de l’ayahuasca. D'une manière générale, ces cultes sont relativement facilement accessibles pour tout citoyen majeur intéressé, moyennant un tarif modique destiné principalement à couvrir les frais de fonctionnement des structures en question.
Les membres appartenant à ces nouveaux groupes syncrétiques regroupent tous les milieux socio-économiques. Sur les ~ 7000 membres que compte l’UDV, 5-10 % sont des professionnels de la santé, tel que des médecins, des psychiatres, des psychologues, etc. La plupart de ces individus sont entièrement convaincus du bénéfice psychologique de ces pratiques et évoquent un grand intérêt pour les études scientifiques sur l’ayahuasca. Dans la très grande majorité des cas, ces personnes ne perçoivent pas de conflit entre science et religion, et elles considèrent la plupart du temps que l'ayahuasca procure un certain nombre de bénéfices immédiats et spectaculaires : meilleure connaissance de soi, épiphanie spirituelle et/ou illumination mystique, prise de conscience du message d'amour et de pardon du Christ, exacerbation de l'empathie et éducation morale du sujet, réduction voire arrêt des addictions telles qu'alcoolisme, toxicomanie et autres comportements auto-destructeurs ou portant atteinte à la communauté.
Pour ces raisons, le groupe UDV représente un contexte idéal pour conduire des études sur les effets aigus et à long terme de la consommation de l’ayahuasca. Une étude menée sur des membres de l’UDV a montré qu’il n’y avait pas d’évidence de toxicité à la suite de l’utilisation de l’ayahuasca, ni pendant les sessions, ni à long terme. Dans le contexte de l’UDV, le breuvage est consommé régulièrement par tous les hommes et les femmes et apparaît être sans effets négatifs pour la santé. Des évaluations et tests psychologiques n’ont montré aucune évidence de diminution cognitive chez les buveurs d’ayahuasca à long terme. Il a été observé, par ailleurs, un changement positif de comportement et de style de vie chez les membres de l’UDV, ainsi qu’une diminution significative de symptômes psychiatriques mineurs et un changement d’attitude impliquant une augmentation de la confiance et de l'optimisme chez les membres de Santo Daime. Une étude similaire a été conduite sur une communauté de l'Église Santo Daime de l'État de l'Oregon aux États-Unis. Bien que l'étude présente de nombreuses limitations, les résultats semblent indiquer un état de parfaite santé physique et mentale chez les adhérents, ainsi qu'un score d'anxiété relativement faible, et même une rémission chez certains membres qui présentaient des troubles psychiatriques ou d'abus de substances antérieurement à leur appartenance à l'Église.

#### L'usage occidental
Il existe un tourisme lié à l’ayahuasca qui s’est grandement développé ces 50 dernières années, étudié notamment dans ses formes récentes par Jean-Loup Amselle dans son ouvrage Psychotropiques. L’intérêt d'un public restreint pour cet hallucinogène émerge dans les années 1960, au moment où l’utilisation de substances psychédéliques augmente considérablement dans les sociétés occidentales. En 1963, alors que la popularité du LSD est croissante et que l’on assiste à la naissance d’une contre-culture américaine psychédélique, Les Lettres du Yage de William Burroughs et Allen Ginsberg paraissent et font l’objet d’une publicité très efficace. Il semble que ce soit ce livre qui présente à la culture occidentale le savoir chamanique de l’ayahuasca. Plus tard, d’autres ouvrages comme Food of the Gods, The Archaic Revival, et True Hallucinations de Terence McKenna ou Ayahuasca Visions: The Religious Iconography of a Peruvian Shaman de Luis Eduardo Luna et Pablo Amaringo vont permettre à un public plus large d'entendre parler de ce breuvage.
La consommation d’ayahuasca est généralement dépeinte par ses utilisateurs comme une expérience positive, mystique, favorisant l’introspection et permettant une compréhension profonde du monde et de soi. Les éventuels risques psychiques, mentaux et relationnels liés à l'ingestion de l'hallucinogène sont rarement rapportés. Avec un intérêt grandissant des traditions indigènes non-occidentales, on assiste rapidement au développement d’un tourisme en Amazonie recherchant ce type d’expériences, qui de plus en plus s'éloignent de la réalité profonde du terrain et de la véritable pratique socio-culturelle locale. Selon l’anthropologue Marlene Dobkin de Rios, ce comportement de recherche d’expériences servirait à combler un vide résultant de la période post-Seconde Guerre mondiale. De nos jours, le développement croissant de l’information par les médias, et notamment par internet, a permis l’essor de voyagistes ou d’agences de voyages qui organisent des visites de communautés indigènes incluant dans le voyage des pseudo-expériences de chamanisme avec consommation d'ayahuasca sans aucune diète préalable.
Ordinairement, les services d'un chaman sont offerts au sein d'une communauté indigène ou métisse à tous ceux qui en ont besoin. Toutefois, avec l'émergence d'un tourisme de masse avide de nouvelles sensations et de développement personnel, sont apparus des chamans travaillant à leur compte et qui, moyennant paiement, offrent une cérémonie folklorique destinée à satisfaire la curiosité du client.
Certains pratiquants du New Age et du développement personnel ont aussi utilisé l'ayahuasca en Europe et aux États-Unis avant l'interdiction de ses substances actives dans un grand nombre de pays.

#### Allégations médicales
Telle, par exemple l'usage de l'ayahuasca dans le traitement des toxicomanies, au centre Takiwasi, par le médecin français Jacques Mabit à Tarapoto au Pérou, dont la « violence des méthodes utilisées » a suscité cependant une mise en garde de la Mission interministérielle de vigilance et de lutte contre les dérives sectaires. Les recherches réalisées par une équipe internationale de chercheurs à Takiwasi (Jacques Mabit) auraient suggéré l'efficacité de l'ayahuasca dans le traitement des addictions à l'héroïne et à la cocaïne[Information douteuse][source insuffisante].

## Perspectives thérapeutiques
La position prohibitive adoptée par la société occidentale ces dernières décennies face aux psychotropes classés comme stupéfiants a grandement ralenti les recherches et caractérisations des effets de ces substances sur la santé humaine. Dans les années 1970, après l’émergence d’une contre-culture psychédélique sur-consommatrice de drogue, notamment aux États-Unis par la Beat generation d’abord, puis le mouvement hippie, l’effort juridique qui survint conduisit à une extension effrénée de la liste des substances prohibées, dans laquelle toutes les drogues furent placées sur le même pied, sans considérations des caractéristiques et des particularités chimiques de ces substances.
Très récemment, après de nombreuses années de stagnation à la suite d'un moratoire mondial sur la recherche des agents hallucinogènes et à une réticence de financement alloué à ces domaines de recherche, de nombreux pays ont révisé leur position et commencent à approuver l’expérimentation des effets physiologiques et thérapeutiques des hallucinogènes sur des sujets humains.
On observe actuellement un nombre croissant de travaux dans la littérature scientifique présentant les potentialités thérapeutiques d’alcaloïdes contenus dans l’ayahuasca. Certains principes actifs contenus dans le breuvage sembleraient apporter des effets positifs dans les traitements de la maladie de Parkinson et d’autres pathologies neurodégénératives,, ainsi que dans les traitements de troubles psychiatriques et de la dépression,, grâce notamment à leur action sur les transporteurs de la sérotonine qui représentent une cible neurologique importante. Ces études ne sont évidemment qu’un début dans cette approche thérapeutique et ne sont qu’au stade théorique et expérimental, mais déboucheront peut-être un jour sur la découverte de nouveaux traitements et médicaments.
Par ailleurs, il n’est pas anodin de signaler plusieurs décès (rares au demeurant) de touristes[réf. nécessaire], liés à la consommation du breuvage. Un grand nombre d’Occidentaux sont séduits par le folklore et la dimension mystique des psychotropes, mais cette pratique engendre des dérives selon certaines critiques qui estiment qu’une culture ancestrale ne saurait être appréhendée et respectée correctement par un voyageur de passage, uniquement en recherche d’introspection ou de sensations psychédéliques. Ces critiques soulignent que l’intérêt suscité pour la pratique touche un grand nombre de consommateurs réguliers de psychotropes « récréatifs », ce qui est considéré comme un mauvais motif de consommation de l'ayahuasca, peu respectueux de la culture dont ce produit est originellement issu. Au contraire, les consommateurs d'ayahuasca justifient son usage, malgré les accusations d'appropriation culturelle, en mettant en avant ses bienfaits thérapeutiques et spirituels universels, la possibilité d'un usage respectueux, la liberté personnelle, et en critiquant l'idée que les pratiques spirituelles doivent rester confinées à leurs cultures d'origine.

## Législation
L'ayahuasca en tant que tel n'est pas réglementé par les conventions internationales. Sa législation est variable d'un pays à l'autre. En revanche, l'alcaloïde N,N-diméthyltryptamine (DMT) qui se retrouve généralement dans la décoction ou breuvage est classée comme stupéfiant depuis la convention de Vienne de 1971 sur les substances psychotropes. Convoquée par l'ONU, cette convention fut ratifiée le 21 février 1971 à Vienne. Comportant 179 signataires au 1er novembre 2005, elle fut mise en application en 1976. Dans son article 32, la convention prévoit cependant que « tout État sur le territoire duquel poussent à l’état sauvage des plantes contenant des substances psychotropes du Tableau I utilisées traditionnellement par certains groupes restreints bien déterminés à l’occasion de cérémonies magiques ou religieuses peut, au moment de la signature, de la ratification ou de l’adhésion, faire des réserves concernant ces plantes sur les dispositions de l’article 7, sauf sur celles relatives au commerce international. »

### Brésil
En 2006, l'ayahuasca a été dépénalisée définitivement au titre d'objet de culte.
Le 23 novembre 2006 le compte rendu final du Groupe Multidisciplinaire de travail (GMT) sur l'ayahuasca a été remis au ministre de la sécurité institutionnelle, le général Armando Félix et approuvé lors de l'assemblée plénière du CONAD (Conseil Nationale Anti-Drogues de l'État Brésilien) le 6 décembre 2006. L'utilisation de l'ayahuasca a donc été confirmée légale dans un contexte religieux. Le Bulletin Officiel de l’État brésilien est venu préciser depuis que l’usage de l’hallucinogène est légal, pas sa commercialisation, et qu’il est interdit aux fidèles de quitter le lieu du rite tant que les effets hallucinogènes n’auront pas passé. « Cette exigence provient de ce qu’il y a eu des cas de personnes qui, intoxiquées par cette drogue, et hors du milieu religieux, en sont arrivées au suicide » (El País, 8 février 2010).

### États-Unis
Depuis le 21 février 2006, selon une décision de la Cour suprême, l'ayahuasca n'est plus pénalisée dans le cadre strict d'une pratique religieuse ; la Cour a autorisé « l’église O Centro Espirita Beneficiente Uniao do Vegetal » d’origine brésilienne, qui revendiquait alors 140 membres dans l'Union, notamment au Nouveau-Mexique, à utiliser l’hoasca (ayahuasca) pour ses rituels. En juin 2019, le conseil municipal d'Oakland (Californie) a voté en faveur de la décriminalisation de l'utilisation des enthéogènes naturels.

### Canada
En 2017, l'Église du Santo Daime Céu do Montréal a reçu une exemption religieuse pour utiliser l'ayahuasca comme sacrement dans ses rituels.

### France
L'ayahuasca est inscrit depuis 2005 (JO du 3 mai 2005, publication de l’arrêté du 20 avril modifiant l’arrêté du 22 février 1990) au registre des stupéfiants, que ce texte présente comme une liane originaire d'Amérique latine ou comme une décoction.
Un recours, déposé le 4 juillet 2005 devant le Conseil d’État par les associations pour la « Liberté du Santo Daime » et « La Maison qui chante » (Takiwasi), a demandé « d’annuler, pour excès de pouvoir, l’arrêté du ministre de la solidarité, de la santé et de la famille ». « Au regard des préoccupations de santé publique », ce recours a été rejeté par le Conseil d'État lors de sa séance du 3 décembre 2007 (lecture du 21 décembre, communication aux requérants le 4 janvier 2008).

### Pérou
L'ayahuasca est utilisé dans le cadre de la médecine traditionnelle. Cependant, dans ses conseils aux voyageurs, l’ambassade de France au Pérou « met en garde contre l’usage de cette plante utilisée par les chamanes en Amazonie. De nombreux guides touristiques peu fiables en proposent aux étrangers. L’usage de l’ayahuasca peut avoir des conséquences médicales graves. » Les dommages éventuels ne sont pas précisés et des décoctions de plantes autres que les traditionnels Banisteriosis caapi et Psychotria viridis peuvent être proposées à l'insu des usagers qui peuvent par exemple ingérer sans le savoir des décoctions de Brugmansia ou autres plantes délirogènes.
En 2019, un touriste canadien, Nelson Deschênes, décède à la suite d'une ingestion du breuvage.

## Dans la culture populaire
- William S. Burroughs la mentionne dans Junky et en fait un élément central de son roman Queer.
- Amélie Nothomb revendique être une adepte de l'ayahuasca. Elle en aurait fait le sujet principal d'un de ses romans en 2014, refusé par son éditeur pour préserver sa réputation[75].
- Ayahuasca (Lay Me Down) est le titre d'une chanson de Jonathan Roy sur l'album Life Distortions.
- Ayahuasca est le titre d'une chanson du groupe de Nu-Metal My Ticket Home, tirée de leur album « Strangers Only ».
- Ayahuasca experience est le titre d'une chanson du groupe de Metal Meshuggah, tirée de leur album « Rare Trax (en) ».
- Ayahuasca waltz est le titre de la première pièce du disque « Le fantastique des astres » de Yann Perreau ; elle est l'introduction de la pièce suivante Baby boom. La chanson lui serait venue à l'esprit durant une expérience avec l'ayahuasca[76].
- Dans le morceau de Lomepal « Lucy » sorti en 2017 sur l’album FLIP, « J’ai des techniques sérieuses, si on forçait toutes ces p’tites salopes de dirigeants à prendre de l’ayahuasca, la planète irait mieux ».
- Ayahuasca (Original Motion Picture Soundtrack) est le nom de l'album de Poranguí, sorti en 2016.
- L'Ayahuasca est utilisé pour ses propriétés hallucinogènes au long de l'histoire du jeu vidéo Green Hell

## Filmographie
- Ken Russell, Au-delà du réel (Altered States), 1980, film.
- Patrick Deshayes et Barbara Keinfeheim, Nawa huni, 1984, film 55 min
- Patrick Deshayes, O Santo daime, 1992, film Arte, 100 min
- Patrick Deshayes, D'une liane à l'autre, 2006, documentaire, 52 min
- Envoyé spécial, Les vertus des plantes de la forêt amazonienne. France 2, 16 septembre 1999; sur le site de l'INA.
- Dean Jefferys, Shamans of the Amazon, documentaire, 52 min, 2001, Australie.
- Glenn Switkes, The night of the liana, documentaire, 45 min, Brésil, 2003.
- Jan Kounen, Blueberry l'expérience secrète, film, 2004.
- Jan Kounen, D'autres mondes, documentaire, 2004.
- Armand Bernardi, L'ayahuasca, le serpent et moi, documentaire, 52 min, France, 2004, Production Artline Films (Paris).
- Priscilla Telmon, Le secret des plantes, documentaire Canal +, 2007 (série documentaire Les chemins du possible).
- Envoyé spécial, Voyages chamaniques, documentaire France 2 (en deux parties), 17 juillet 2008.
- Jeremy Narby, Plantes et chamanismes, Conférence INREES du 25 septembre 2008.
- João Meirinhos Le Miroir de l'Esprit, documentaire, 87 min, 2014, Portugal.
- Ciro Guerra, L'Étreinte du serpent, film, 2015.
- Gaspar Noé, Love, film, 2015 (un chaman fait prendre de l'ayahuasca aux personnages principaux).
- Alain Abel, reportage de l'émission Enquête de Radio-Canada, Ayahuasca : potion magique et potion tragique, 43 min, Canada, 2018[76].
- James Freeman, The Last Shaman, documentaire Netflix, 82 min, Grande-Bretagne, 2016.
- Queer, Luca Guadagnino, film, 2025, 2h17, États-Unis. (Le personnage principal en recherche)
- La Venue de l'avenir, Cédric Klapisch, film, 2025, 2h06, France.

### Anthropologie, récits de voyage
- David Dupuis (dir.), Visions chamaniques : Arts de l'ayahuasca en Amazonie péruvienne, musée du Quai Branly, 2023 (ISBN 978-2-7118-7980-9)
- Mémoire universitaire : L'ayahuasca, plante maîtresse d'Amazonie, quel apport pour un occidental ? (2018)
- Jeremy Narby, Jan Kounen, Vincent Ravalec, Plantes et chamanisme – Conversations autour de l’ayahuasca et de l'iboga, Mama Éditions, 2008.
- Clara Novaes, L'expérience de l'ayahuasca et ses « états modifiés de conscience » Une étude transculturelle des récits des usagers urbains de l'ayahuasca, Master en recherche développement, psychopathologie et psychanalyse option Clinique Transculturelle, 2005-2006.
- Clara Novaes, L'expérience urbaine de l'ayahuasca. Paysages des subjectivités contemporaines. Thèse de Doctorat soutenue à l'Université Paris Descartes Paris Sorbonne, 482 p. 2011. En ligne ici http://www.neip.info/downloads/Novaes_Experiencia.pdf
- Patrick Deshayes, l'ayahuasca n'est pas un hallucinogène, Psychotropes 2002-1
- Benny Shanon, The Antipodes of the Mind; Charting the Phenomenology of the Ayahuasca Experience, Oxford University Press, Oxford, 2002,  (ISBN 0-19-925293-9).
- Richard Evans Schultes et Albert Hofmann, Plants of the Gods: origins of hallucinogenic use, McGraw-Hill, Londres, 1979. Paru en français sous le titre : Les plantes des Dieux. Les plantes hallucinogènes, botaniques et ethnologiques, éd. Berger-Levrault, Paris, 1981. Ré-édition 1993 Paris : éd. du Lézard.
- William Burroughs, Les Lettres du Yage, éd. de L'Herne, 1963.

### Toxicologie, médecine
- Olivier Chambon, La médecine psychédélique, éditions Les Arènes, 2009.
- Guy Rouquet, La médecine psychédélique et le syndrome de Merlin, Psychothérapie Vigilance, 2009 (Lire en ligne).
- Dr Rick Strassman, DMT, la molécule de l'esprit - Les potentialités insoupçonnées du cerveau humain, éditions Exergue, Paris 2005
- Rapport toxicologique de toxlab 2004 : Ayahuasca : liane de l'âme, chamanes et soumission chimique
- Laurent Rivier, Ethnotoxicologie de l’ayahuasca (Lire en ligne).

### Théologie, spiritualité
- (en) Bia Labate, Clancy Cavnar, Religious Freedom and the Global Regulation of Ayahuasca, 2023.
- Livre (en Français) : De l'Ayahuasca au Santo Daime Paris, France, "Editions Conjonction" 2016
- Maude G., COMA, du coma à l'ayahuasca, un chemin vers l'Eveil, mai 2016

### Essais
- Jan Kounen, Carnets de voyages intérieurs. Ayahuasca médicina, un manuel (2011)
- Romuald Leterrier, La Danse du Serpent, 2010.
- Romuald Leterrier, L’enseignement de l'Ayahuasca : Chamanisme et ADN, 2004.
- Jeremy Narby, Le Serpent cosmique : l'ADN et les origines du savoir, 1998.
- Patrick Deshayes, Les mots, les images et leurs maladies, Edition Loris Talmart, 2000
- Patrick Deshayes, Les trois mondes du Santo Daime Revue Socio-Anthropologie no 17/18, 1er semestre 2006
- Graham Hancock, Supernatural: Meetings with the Ancient Teachers of Mankind London: Century (2005)
- Sébastien Cazaudehore, Visions chamaniques, l'Ayahuasca et l'Imaginal, Editions Véga, 2021
- Sébastien Cazaudehore, Ayahuasca - Néo Chamanisme - Néo Ayahuasca - Néo Sapiens, Editions Bussière, 2019